# Isoindolinon
Isoindolinon är en heterocyklisk förening med bicyklisk struktur, som i princip är en isoindolin med tillägg av en ketongrupp i den fematomiga ringen.

## Isoindolinoner
Isoindolinon kan också beteckna en kemisk förening som har en eller flera isoindolinoner i sin struktur.

### Användning
Isoindolinon ingår i ett antal naturliga ämnen med biologisk verkan och isoindolinoner används i flera läkemedel.
Isoindolinoner används även som pigment, så kallade isoindolinonpigment.